# تشارلز ك. فيلد
تشارلز ك. فيلد (بالإنجليزية: Charles Kellogg Field)‏ هو موزع ‏ وشاعر أمريكي، ولد في 1873، وتوفي في 1948.